# David Altenstetter

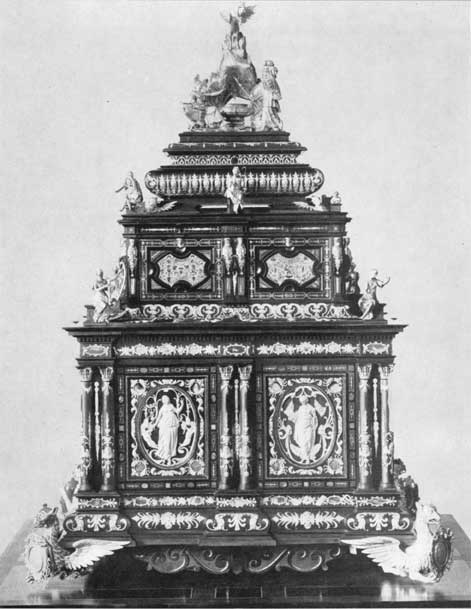
Cabinet

David Altenstetter, född 1547 i Colmar och död augusti 1617 i Augsburg, var en tysk guldsmed och emaljkonstnär.
Altenstetter var bosatt i Augsburg från 1570. Hans mest berömda arbeten (emalj på silver) är ett ståndur i skattkammaren i Wien och den österrikiska kejsarkronan av 1602 samt delar av det pommerska konstskåpet som tidigare fanns i Berlins slottsmuseum.